# عفنة أدرياتيكية
عفنة أدرياتيكية (الاسم العلمي:Mucor adriaticus) هي نوع من الفطريات تتبع جنس العفنة من الفصيلة العفنية.